# Премия имени Н. И. Лобачевского
Премия и́мени Н. И. Лобаче́вского — награда, присуждаемая РАН за выдающиеся работы в области геометрии. Названа по имени Н. И. Лобачевского, великого русского математика, создателя геометрии Лобачевского.

## История
Инициатива присуждения премии была приурочена к 100-летию со дня рождения Н. И. Лобачевского и принадлежит А. В. Васильеву, председателю Казанского физико-математического общества, тесно связанного с Казанским государственным университетом, профессором и ректором которого был Лобачевский. Казанское физико-математическое общество собрало оргкомитет из более чем ста членов (более 50 из которых были иностранными учёными), заявивший широкомасштабную подписку на капитал имени Лобачевского. Из собранных средств было отреставрировано надгробие на могиле учёного и создан памятник Лобачевскому напротив Казанского университета.
На момент учреждения премии в 1895 году оставшийся основной капитал составлял 6000 рублей золотом, из процентов на него раз в 3 года выплачивалась премия в размере 500 рублей. При первых трёх присуждениях написавшему критический отзыв на работу номинанта присуждалась золотая медаль имени Н. И. Лобачевского.
В 1918 году капитал Лобачевского был «секвестирован» (то есть конфискован), но в 1925 году по ходатайству Казанского физико-математического общества Наркомат просвещения внёс премию в свою смету. Тем не менее, за последующие 20 лет премия присуждалась всего три раза.
После Великой Отечественной войны постановлением Совета Министров СССР от 29 января 1947 года «О премиях имени великого русского учёного Н. И. Лобачевского» было решено учредить две премии, международную и поощрительную для советских учёных, присуждение которых было возложено на Президиум Академии наук СССР. Постановлением АН СССР от 20 марта 1947 года при отделении Физико-математических наук АН СССР была создана комиссия по присуждению соответствующих премий. Впоследствии постановлением Совета Министров СССР от 23 июня 1956 года вместо двух премий была установлена одна с периодичностью присуждения один раз в три года.
3 августа 1956 года Президиум АН СССР постановил присуждать премию советским и иностранным учёным за лучшие работы по геометрии, преимущественно неевклидовой.
В 1959 году вышло решение Президиума АН СССР, определявшее основные принципы присуждения наград, по которому персональные премии стали присуждаться раз в три года и каждый год возможно премировать коллектив до трёх номинантов.
16 августа 1963 году Президиум АН СССР постановил подчинить комиссию по присуждению премии имени Н. И. Лобачевского отделению математики АН СССР. С 1966 года премия присуждается в соответствии с типовым положением о золотых медалях и премиях АН СССР имени выдающихся учёных. Дата присуждения премии — 1 декабря (день рождения Н. И. Лобаческого).
8 июня 1993 года Президиум РАН утвердил Положение о золотых медалях и премиях имени выдающихся учёных, присуждаемых Российской академией наук. В соответствии с ним премия имени Н. И. Лобачевского присуждается один раз в три года «За выдающиеся результаты в области геометрии».

### Медаль имени Н. И. Лобачевского

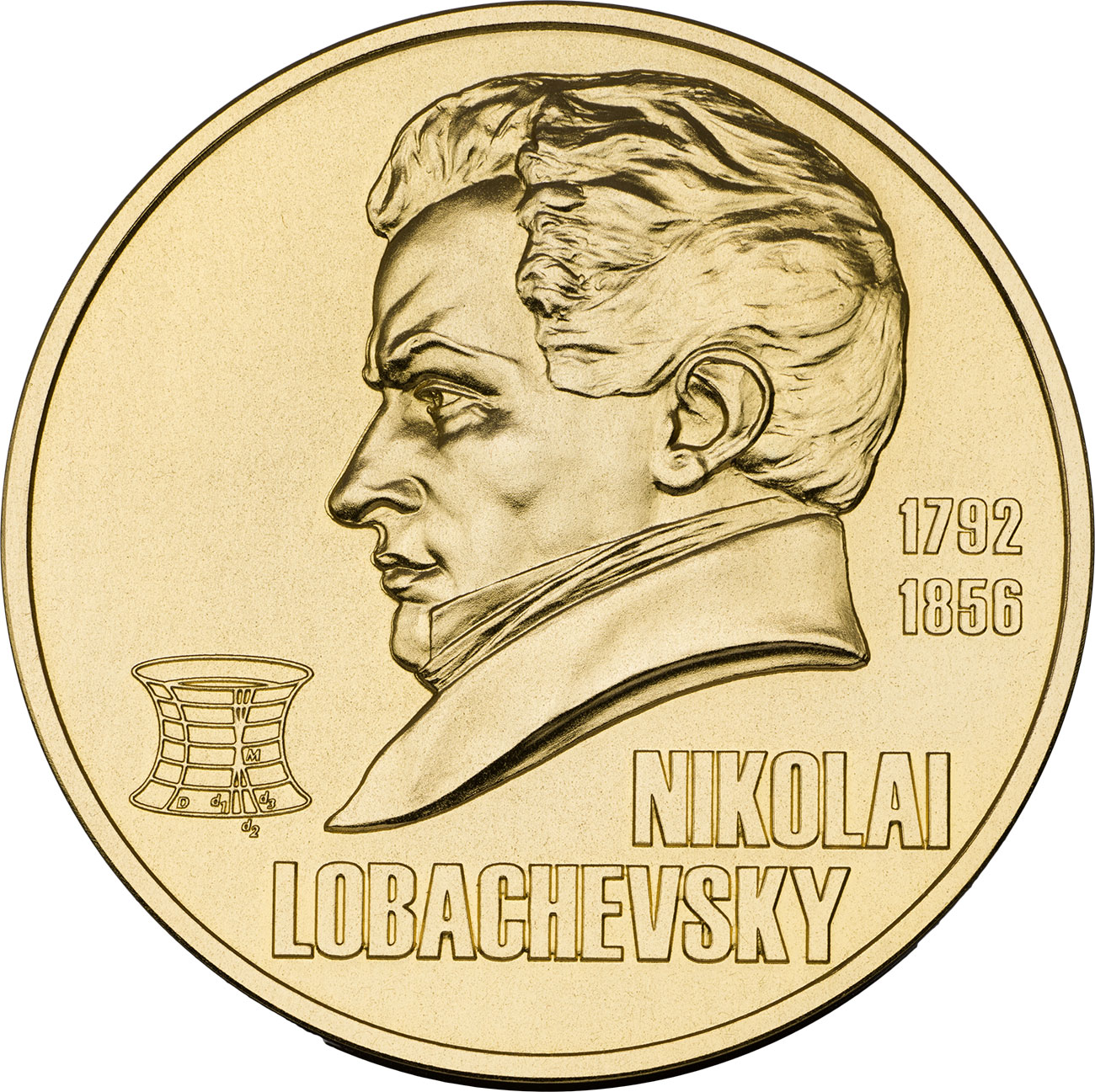

Постановлением Кабинета Министров СССР от 18 июня 1991 года № 380 в ознаменование 200-летия со дня рождения первооткрывателя неевклидовой геометрии Николая Ивановича Лобачевского была учреждена медаль имени выдающегося учёного. С 1992 года, согласно Положению о порядке присуждения медали имени Н. И. Лобачевского, «медаль присуждается Учёным Советом Казанского государственного университета один раз в пять лет советским и зарубежным учёным за выдающиеся работы в области геометрии». Конкурс проводится одновременно и совместно с конкурсом на премию им. Н. И. Лобачевского Российской академии наук, в состав жюри конкурса входят представители РАН и сотрудники Казанского университета. В отличие от традиции 1897—1903 гг. (когда были вручены 4 медали за 3 церемонии), медаль вручается не рецензентам представленных работ, а непосредственно их авторам.
По состоянию на 2010 год также были вручены 4 медали за 3 церемонии (1992, 1997, 2002).
В 2017 году формат присуждения медали и премии имени Н.И. Лобачевского был изменен. Теперь медаль им. Н.И. Лобачевского и соответствующая денежная премия в размере 75 000 (семьдесят пять тысяч) долларов США присуждаются один раз в два года Казанским федеральным университетом за выдающиеся работы в области фундаментальной и прикладной математики.

## Награждённые премией имени Н. И. Лобачевского
- 1897 — Ли, Софус, золотая медаль вручена рецензенту Феликсу Клейну.
- 1900 — Киллинг, Вильгельм, золотые медали вручены рецензентам Фридриху Энгелю и Роберту Боллу[англ.].
- 1904 — Гильберт, Давид, золотая медаль вручена рецензенту Анри Пуанкаре.
- 1906 — премия не присуждалась. Представленная работа Беппо Леви удостоена почётного отзыва.
- 1909 — Людвиг Шлезингер (вручена в 1912).
- 1912 — Фридрих Шур.
- 1927 — Вейль, Герман
- 1937 — Картан, Эли
- 1937 — Владимир Александрович Фок (за работы, расширяющие идеи Н. И. Лобачевского)
- 1937 — Вагнер, Виктор Владимирович
- 1951 — Ефимов, Николай Владимирович
- 1951 — Александров, Александр Данилович
- 1959 — Погорелов, Алексей Васильевич
- 1966 — Понтрягин, Лев Семёнович
- 1969 — Хопф, Хайнц
- 1972 — Александров, Павел Сергеевич
- 1977 — Делоне, Борис Николаевич
- 1981 — Новиков, Сергей Петрович
- 1984 — Буземан, Герберт
- 1986 — Колмогоров, Андрей Николаевич
- 1990 — Фридрих Хирцебрух
- 1992 — Арнольд, Владимир Игоревич
- 1996 — Маргулис, Григорий Александрович
- 2000 — Решетняк, Юрий Григорьевич

## Награждённые медалью имени Н. И. Лобачевского от КГУ / КФУ
- 1992 — Норден, Александр Петрович
- 1997 — Комраков, Борис Петрович
- 1997 — Громов, Михаил Леонидович
- 2002 — Черн, Шиинг-Шен (кит. трад. 陳省身, упр. 陈省身, пиньинь Chén Xǐngshēn)
- 2017 — Ричард Шейн
- 2019 — Дэниэл Уайз
- 2021 — Сабитов, Иджад Хакович